# Guaicurúes
Guaicurúes, guaycurúes o guaykurúes son los nombres que recibe un conjunto de pueblos indígenas de origen pámpido-patagónico que habita la región del Gran Chaco, en Argentina, Bolivia, Paraguay y Brasil. De esta familia forman parte los mocovíes, tobas, pilagás y caduveos. En el pasado también incluyó a los ya extintos abipones, mbayaes y payaguaes. Las distintas lenguas guaicurúes habladas son muy afines entre sí. 
El nombre de guaicurúes tuvo su origen en el apelativo ofensivo dado por los guaraníes a una parte de los mbayaes del Paraguay, que después se amplió a todo el conjunto. Aún hoy entre los guaraní-parlantes la palabra guaykurú tiene un significado que se traduce aproximadamente por "bárbaro" o "salvaje". Se estimaban en 150 000 al llegar los españoles. Pese al origen insultante de la palabra "guaicurú" entre los guaraníes, luego los antropólogos de principios del siglo XX y sobre todo los lingüistas han mantenido este término para clasificar a los pámpidos chaquenses y septentrionales.
A estos pueblos del Chaco Oriental, los españoles les dieron el nombre de frentones (en guaraní: toba) por la costumbre muy común entre ellos de raparse la parte anterior de la cabeza, dando la impresión de una frente más amplia de lo normal.

## Crónicas históricas
El cronista de la expedición del adelantado Pedro de Mendoza, Ulrico Schmidl, describió el encuentro con un grupo guaicurú que encontraron de viaje al Paraguay en 1536 en su obra Viaje al Río de la Plata, llamándolos kueremagbeis, kurgmaibeis y kuremagbeis:

Desde allí a los 8 días llegamos a un agua corriente llamada Paraboe; por ella navegamos aguas arriba. Allí encontramos muchísima gente, Kueremagbeis, que no tienen más de comer que pescado y carne y pan de San Juan o cuerno de cabra, de lo que hacen vino; esta gente nos trató muy bien y nos proporcionó cuanto nos faltaba. Son altos y corpulentos, así hombres como mujeres. Estos hombres se horadan las narices y en la aberturita meten una pluma de papagayo; las mujeres se pintan la parte inferior de la cara con unas rayas largas de azul, que les duran por toda la vida; y se tapan las vergüenzas con un pañito de algodón desde el ombligo hasta las rodillas. Hay desde los dichos Mapenniss hasta estos Kurgmaibeis 40 millas de camino; paramos 3 días con ellos (...) A los Aeiges de los dichos Kuremagbeis son 35 milla (leguas) de camino.

En la relación de Francisco de Villalta hecha en 1556 menciona respecto del mismo viaje al Paraguay a estos indígenas como cinamecaes: 

Llegado á los Indios que se dIcen Cinamecaes los cuales viven de Pesquería les dieron en cantidad pescado con que se probeieron todos los que con Juan de Aiolas iban i ansi mesmo obieron destos Indios algunas Canoas en las quales llevaron la Gente que por tierra benia de causa de no caber en los Bergantines i así fueron caminando con hartos trabajos hasta que llegaron á esta Tierra do al presente estamos, ques tierra de los Indios Caribes que en otras Indias se llaman Caribes.

## Historia
A la llegada de los españoles, los pueblos guaicurúes estaban concentrados en la región al oeste del río Paraguay entre los ríos Bermejo y Pilcomayo (actual provincia de Formosa) y en menor medida en las áreas adyacentes a esos ríos. En su momento de máxima extensión habitaron los territorios entre Corumbá en el Mato Grosso del Sur (Brasil) en el norte pasando por el Chaco Boreal hasta la ciudad de Santa Fe al sur y desde el río Paraguay hasta las estribaciones andinas del departamento de Tarija en Bolivia, incluyendo a las provincias argentinas de Formosa, Chaco, este de Salta, norte de Santiago del Estero y norte de Santa Fe. La incorporación del caballo dio impulso a su expansión territorial.
En diciembre de 1609 los jesuitas Roque González de Santa Cruz y Vicente Grifi se internaron en el Chaco Boreal entre los ríos Confuso y Pilcomayo y en 1610 fundaron con guaicurúes la reducción de Nuestra Señora María de los Reyes en el lugar llamado Yasocá. La reducción de Guazutinguá fue fundada por el jesuita Pedro Romero cerca del estero Patiño, siendo abandonada en 1626.
A mediados del siglo XVIII los jesuitas crearon diversas misiones entre los guaicurúes, entre ellas: San Javier, Concepción, San Fernando, San Ignacio de Ledesma, Rosario de Timbó y San Pedro. Tras la disolución de esta orden, la misión fue continuada por los franciscanos en 1768.

## Parcialidades
Los tobas se distribuyen a lo largo de los ríos Bermejo y Pilcomayo en la Argentina, pero también hay pequeños grupos en Paraguay y Bolivia. Los mocovíes y abipones lo hicieron en el norte de Santa Fe, noroeste de Santiago del Estero y Chaco. Los pilagás habitan el centro de Formosa. 
Los abipones se dividieron en 3 grupos: rikahé (gente de campo), nakaigeeterhé (gente del bosque) y jaaukanigá o yaaukanigá (gente del agua). 
Los tobas (en su lengua: qo'm) se dividen en: tobas-miní (pequeños tobas), en el Chaco Paraguayo; tobas-guazú (grandes tobas), en Argentina. Otras parcialidades tobas fueron los takshik, lañagashik y los shiuwik. Los cocolotes y los aguilotes mencionados por las crónicas españolas parecen haber sido divisiones de los tobas. 
Los llamados en guaraní: mbayaes y los payaguaes habitaron en el actual territorio paraguayo. Se considera a los actuales kadiwéu o caduveo del Mato Grosso en Brasil como los descendientes actuales de los mbayaes.
La obra más completa sobre la historia política, étnica y cultural de los pueblos guaicurúes se encuentra plasmada en los 5 tomos de Historia Sagrada del Pueblo Qom en el País Chaqueño, del profesor argentino, nacido en la ciudad de Santa Fe, Flavio Dalsotto, quien en 2010 ha publicado los tomos 1 y 2 de la obra acompañados por sendos mapas.

## Clasificación
Mason en 1950 realizó la siguiente clasificación de los guaicurúes:
- Guaykurú
  - Septentrional: Mbayá-guaicurú
    - Occidental
      - caduveo (cadiguegodí o kadiwéu)
      - guetia-degodí (guetiadebo)

    - Oriental
      - apacachodegodeguí (mbayá mirim)
      - lichagotegodí (icachodeguo?)
      - eyibogodegí
      - gotoco-gegodegí (ocoteguebo?)

    - Payaguá (Lengua)
      - Norte
        - sarigué (cadigué)

      - Sur
        - magach (agacé)
        - siacuás
        - tacumbú
- Frentones
  - Central
    - Toba (Tocovit)
      - toba guazú (takshik)
      - komlék
      - toba michi (miri)
      - cocolote
      - lanyagachek
      - mogosma
      - chirokina
      - natica

    - Pilagá
    - Aguilote

  - Sur
    - Abipones (callagá)
      - mapenuss (ya[a]ukanigá)
      - mepene
      - gulgaissen (kilvasa)

    - Mocoví (mbocobí)

## Pueblo guaycuru de Santiago del Estero
En las últimas décadas del siglo XX indígenas guaicurúes del departamento Juan Felipe Ibarra de la provincia de Santiago del Estero comenzaron a organizarse para restablecer su identidad cultural logrando que el Registro Nacional de Comunidades Indígenas (Re.Na.C.I.) le otorgara personería jurídica a la Comunidad Indígena Guaycurú del Lote 4 Pozo del Toba y a la Comunidad Indígena Guaycurú del Lote 5 El Colorado, el 1 y el 19 de diciembre de 2008, respectivamente. Estas comunidades se registraron como guaicurúes, diferenciándose de sus vecinos mocovíes de la provincia del Chaco. Se trataría de diversos grupos de origen guaicurú reunidos bajo un nombre común.